# Hrabstwo Jasper (Iowa)

Piramida wieku hrabstwa

Hrabstwo Jasper – hrabstwo położone w USA w stanie Iowa z siedzibą w mieście Newton. Założone w 1846 roku.

## Miasta
- Baxter
- Colfax
- Kellogg
- Lambs Grove
- Lynnville
- Mingo
- Mitchellville
- Monroe
- Newton
- Oakland Acres
- Prairie City
- Reasnor
- Sully
- Valeria

## Drogi główne
- Interstate 80
- U.S. Highway 6
- U.S. Highway 65
- Iowa Highway 14
- Iowa Highway 117
- Iowa Highway 163
- Iowa Highway 224
- Iowa Highway 330

## Sąsiednie hrabstwa
- Hrabstwo Marshall
- Hrabstwo Poweshiek
- Hrabstwo Mahaska
- Hrabstwo Marion
- Hrabstwo Polk
- Hrabstwo Story